# Shot Through the Heart

Shot Through the Heart (Une balle en plein cœur pour la version française) est un téléfilm réalisé par David Attwood en 1998.

## Synopsis
Dans le Sarajevo des années 90, la guerre civile oppose Serbes et Croates. Sur Sniper Avenue, les tireurs embusqués prennent pour cible des passants innocents. Deux amis d'enfance, le Bosnien Vlado (Vincent Pérez) et le Serbe Slavko (Linus Roache), doivent choisir leur camp. Slavko, tireur d'élite, prend la tête des snipers qui terrorisent la population. Vlado décide de se battre pour protéger les innocents. Au cœur de la ville ravagée par la guerre, ils vont s'affronter à distance.

## Commentaire
L'histoire, inspirée de faits réels, se déroule au cœur de la guerre de Bosnie-Herzégovine et plus particulièrement durant le siège de Sarajevo, où les peuples Serbes, Croates et Bosniaques se déchirèrent. 

## Distribution
- Linus Roache : Vlado
- Vincent Pérez : Slavko
- Lia Williams : Maida
- Adam Kotz : Miso
- Soo Garay : Amela
- Lothaire Bluteau : Zijah
- Radovan Karadžić : lui-même (non crédité).